# Barrage du lac de Pierre-Percée
Le barrage du lac de Pierre-Percée ou barrage de Vieux-Pré est un ouvrage d'art sur la commune de Pierre-Percée, en Meurthe-et-Moselle (France), barrant le ruisseau du Vieux-Pré pour former le lac de Pierre-Percée. Construit par EDF entre 1981 et 1985 au lieu-dit le Vieux Pré, il est mis en service en 1993.
L’installation fait partie des équipements énergétiques du département de Meurthe-et-Moselle. Il a été construit en bordure de la vallée de la Plaine. Le site se trouve donc sur le versant occidental du massif vosgien.

## Aménagement du territoire
Lors du remplissage, le hameau de Xapénamoulin, comprenant une dizaine de maisons, fut englouti. Son bassin versant propre étant insuffisant, il est alimenté par pompage. L'eau du lac est déversée dans la Plaine puis dans la Meurthe lorsque le débit de la Moselle est trop faible, pour compenser le prélèvement d'eau effectué pour les besoins de la centrale nucléaire de Cattenom et garantir ainsi un débit minimum à la Moselle au Luxembourg en période d'étiage, en coordination avec l’agence de l’eau Rhin-Meuse. Pour compléter le dispositif et servir de réserve au lac, un grand bassin a été aménagé plus bas : le lac de la Plaine (Celles-sur-Plaine), alimenté par la rivière du même nom.

## Infrastructure et production électrique
Haut de 69 mètres, le barrage est en partie composé de trapp, la roche la plus dure d'Europe, qui ne gèle pas et n'est pas perméable. Le cœur du barrage est quant à lui composé d'argile et de grès. La largeur est de 355 mètres à la base et de 8 mètres à la crête, longue de 330 mètres. Le volume d'eau maximal est estimé à 61,6 millions de m3. La centrale de Vieux Pré, qui utilise les eaux du lac de Pierre-Percée, est une centrale de pompage-turbinage : grâce à ses groupes turbines-pompes réversibles, elle peut remonter l’eau du bassin inférieur pour reconstituer les réserves d’eau dans le bassin supérieur, en attendant une nouvelle demande de production.
Le barrage appartient à l’Unité de Production de l’Est qui comptabilise 58 centrales hydroélectriques, pour une puissance installée de 2 715 MW. Au total, cinq-cents agents travaillent dans la région.